# Žandos Bižigitov
Žandos Ermuratuly Bižigitov (trasl. angl.: Zhandos Bizhigitov, in kazako Жандос Ермуратұлы Бижигитов?; Petropavl, 10 giugno 1991) è un ex ciclista su strada kazako, professionista dal 2017 dal 2020.

## Palmarès

### Strada
- 2016 (Vino 4ever, una vittoria)

6ª tappa Tour de Korea (Asan > Chungju)
- 2017 (Astana Pro Team, una vittoria)

Campionati kazaki, Prova a cronometro

#### Altri successi
- 2014 (CT Astana)

Classifica scalatori Black Sea Cycling Tour
- 2017 (Astana Pro Team)

Campionati asiatici, Cronosquadre
- 2019 (Astana Pro Team)

Campionati asiatici, Cronosquadre

## Piazzamenti

### Grandi Giri
- Giro d'Italia

2017: 160º

### Classiche monumento
- Giro delle Fiandre

2017: ritirato
2019: ritirato
- Parigi-Roubaix

2017: fuori tempo massimo
2019: ritirato

### Competizioni mondiali
- Campionati del mondo

Toscana 2013 - Cronometro Under-23: 46º
Toscana 2013 - In linea Under-23: ritirato
Richmond 2015 - Cronosquadre: 23º
Doha 2016 - Cronosquadre: 16º
Doha 2016 - Cronometro Elite: 56º
Bergen 2017 - Cronometro Elite: 44º
Bergen 2017 - In linea Elite: 80º
Yorkshire 2019 - In linea Elite: ritirato
Imola 2020 - In linea Elite: ritirato

### Competizioni asiatici
- Campionati asiatici

Manama 2017 - In linea Elite: 3º
Gazalkent 2019 - In linea Elite: 4º